# (8020) Erzgebirge
(8020) Erzgebirge est un astéroïde de la ceinture principale.

## Description
(8020) Erzgebirge est un astéroïde de la ceinture principale. Il fut découvert le 14 octobre 1990 à Tautenburg par Freimut Börngen et Lutz Dieter Schmadel. Il présente une orbite caractérisée par un demi-grand axe de 2,36 UA, une excentricité de 0,14 et une inclinaison de 8,4° par rapport à l'écliptique.

## Compléments